# Liste der Straßen in Königshardt
Die Liste der Straßen in Königshardt beschreibt das Straßensystem im Oberhausener Stadtteil Königshardt mit den entsprechenden historischen Bezügen.

## Überblick
In Königshardt leben 7547 Einwohner (Stand: 31. Dezember 2015) auf einer Fläche von 6,66 km². Königshardt bildet mit der Sterkrader Heide, einem Teil von Tackenberg sowie Sterkrade-Mitte den Postleitzahlenbezirk 46145, wobei ein nordwestlicher Teil des Stadtteils rund um den Höhenweg zum Bezirk 46147 zählt.
Der Stadtteil wird – im Norden beginnend – im Uhrzeigersinn folgendermaßen begrenzt: Ebereschenweg, Buchenweg und Pfalzgrafenstraße zu Walsumermark, der Hiesfelder Wald zu Kirchhellen, die Halde Haniel und die Herzogstraße zu Fuhlenbrock, die Bundesautobahn 2 zu Tackenberg und Alsfeld sowie die Bundesautobahn 3 zu Schmachtendorf.
In Königshardt gibt es 42 benannte Verkehrsflächen, darunter einen Platz. Davon befinden sich sechs Straßen nur teilweise im Stadtteil:

Der Höhenweg wird in Walsumermark fortgeführt, die Pfalzgrafenstraße bildet die Grenze zu diesem Stadtteil. Die Kleekampstraße und die Fernewaldstraße führen weiter nach Tackenberg, die Kirchhellener Straße nach Alsfeld. Der Bürgermeistersweg wird in Schmachtendorf fortgesetzt.
An der Grenze Königshardts verläuft die Bundesautobahn 2, deren Ausfahrt 2 Oberhausen-Königshardt sich am südöstlichen Stadtteilrand befindet. Zudem durchqueren folgende Landes- und Kreisstraßen den Stadtteil:
- Landesstraße 21: (aus Walsumermark kommend) Höhenweg – Hartmannstraße – Fernewaldstraße (weiter in Tackenberg)
- Landesstraße 621: (aus Kirchhellen kommend) Kirchhellener Straße (weiter in Alsfeld)
- Kreisstraße 2: (aus Alsfeld kommend) Königshardter Straße – L 21

Die meisten Straßennamen des Stadtteils stammen aus dem Jahr 1917, als die Bürgermeisterei Hiesfeld aufgelöst wurde und der südliche Teil (Schmachtendorf, Walsumermark, Königshardt) zu Sterkrade kam.
Eine Themengruppe fällt in Königshardt besonders auf: sehr viele Straßennamen sind nach Vogelgattungen benannt. Hierzu gehören Adlerstraße, Ammerweg, Dohlenstraße, Elsternstraße, Falkestraße, Häherstraße, Kleiberweg, Krähenstraße, Schwalbenweg und Storchenring.
Der Birkhahn ist zwar auch eine Vogelgattung, aber der Name bezieht sich auf tatsächlich vorkommende Birkhühner und liegt außerdem in der Siedlung Kleekamp, zählt also nicht zu dieser Themengruppe. Somit ist ein Viertel aller Königshardter Straßen ohne Ortsbezug nach Vogelgattungen benannt.
Eine zweite Themengruppe mit Ortsbezug bilden die Straßennamen, die eine Verbindung zu den ersten Königshardter Siedlern, Kolonisten aus der Pfalz, haben. Hierzu zählen Johannes-Roll-Weg, Matzenbergstraße, Pfälzer Graben, Pfälzer Straße, Pfalzgrafenstraße und Zweibrückener Straße.

## Übersicht der Straßen und Plätze
Die nachfolgende Tabelle gibt eine Übersicht über die vorhandenen Straßen, Wege und Plätze im Stadtteil sowie einige dazugehörige Informationen.
- Name: aktuelle Bezeichnung der Straße oder des Platzes.
- Länge/Maße in Metern:
- Die in der Übersicht enthaltenen Längenangaben sind gerundete Übersichtswerte, die in Google Earth mit dem dortigen Maßstab ermittelt wurden. Sie dienen Vergleichszwecken und werden, sofern amtliche Werte bekannt sind, ausgetauscht und gesondert gekennzeichnet.
Bei Plätzen sind die Maße in der Form a × b angegeben.
- Der Zusatz im Stadtteil gibt an, dass die Länge die des Straßenabschnitts innerhalb Königshardts ist, sofern die Straße in benachbarte Stadtteile weitergeführt wird.
- Der Zusatz ohne Stichstraßen gibt bei verzweigten Straßen die Länge der „Hauptstraße“ an.
- Der Zusatz (alle Straßenabschnitte zusammen) gibt an, dass die Straße so verwinkelt ist, dass keine „Hauptstraße“ besteht. Stattdessen wird die Länge aller Straßenabschnitte zusammengezählt.
- Herleitung: Ursprung oder Bezug des Namens
- Anmerkungen: zusätzliche Informationen
- Bild: Foto der Straße oder eines anliegenden Objekts

| Name                     | Länge/Maße (in Metern)                | Herleitung | Datum der Benennung | Bemerkungen | Bild |
| ------------------------ | ------------------------------------- | --- | ------------------- | --- | ---- |
| Adlerstraße              | 1000                                  | Adler, Vogelgattung                                                                                                  |                     | Es handelt sich um eine Themengruppe, einige Straßen im Umfeld sind nach Vogelgattungen benannt. Die Adlerstraße führt als schmaler Pfad von der Falkestraße am Sterkrader Wald entlang nach Walsumermark. |      |
| Am Alsbach               | 120                                   | Alsbach, Bachlauf |                     | Am Alsbach ist ein kleines Neubaugebiet an der Matzenbergstraße, in direkter Nähe zum Alsbach, nach dem es benannt ist. |      |
| Am alten Backhaus        | 350                                   | altes Backhaus der Fam. Barmscheid                                                                                   |                     | Die Straße Am Alten Backhaus ist eine Verbindung zwischen Dohlen- und Pfälzer Straße. Sie ist nach dem alten Backhaus der Familie Barmscheid benannt, das sich an der Kreuzung zur Pfälzer Straße befindet. |      |
| Am Lohbruch              | 230                                   | „Lohbruch“, mit Bäumen bewachsenes Sumpfgelände                                                                      |                     | Das Gebiet am Handbach war ein bruchiges Gelände, in dem Eichen wuchsen, aus deren Rinde Lohe zur Ledergerbung hergestellt wurde. Daher leitet sich der Flurname „Lohbruch“ ab, der zur Benennung dieser kleinen Stichstraße zum Höhenweg geführt hat. |      |
| Ammerweg                 | 190                                   | Ammern, Vogelgattung                                                                                                 |                     | Es handelt sich um eine Themengruppe, viele Straßen in der Umgebung sind nach Vogelgattungen benannt. Der Ammerweg bildet eine Stichstraße zur Krähenstraße. |      |
| Backhausweg              | 80                                    | altes Backhaus der Fam. Barnscheid                                                                                   |                     | Der Backhausweg ist eine kleine Straße bei Am Alten Backhaus. Er erinnert an das alte Backhaus der Familie Barmscheid, das sich noch heute an der Pfälzer Straße befindet. |      |
| Birkhahnstraße           | 400                                   | Birkhahn, Vogelgattung                                                                                               |                     | Bis zur Inbetriebnahme der Zeche Franz Haniel gab es in diesem Gebiet viele Birkhühner, weshalb diese Stichstraße zur Kleekampstraße in der Siedlung Kleekamp den Namen Birkhahnstraße erhielt. |      |
| Bürgermeistersweg        | 1200 im Stadtteil                     | Bürgermeister von Sterkrade                                                                                          |                     | In Erinnerung an die Bürgermeister von Sterkrade wurde dieser Weg im Sterkrader Wald Bürgermeistersweg genannt. Er führt von der Adlerstraße westwärts bis nach Schmachtendorf. |      |
| Dohlenstraße             | 550                                   | Dohlen, Vogelgattung                                                                                                 |                     | Es handelt sich um eine Themengruppe, einige Straßen in der Umgebung sind nach Vogelgattungen benannt. Die Dohlenstraße verbindet bogenförmig Königshardter Straße und Hartmannstraße. |      |
| Ebersbachstraße          | 1400                                  | Ebersbach, Bachlauf                                                                                                  | 1937                | Der Ebersbach entspringt in der Sterkrader Heide und mündet in den Mühlenteich der Grafenmühle, dem der Rotbach entspringt. Die Ebersbachstraße führt von der Königshardter Straße ostwärts bis zur Stadtgrenze. Bis 1937 hieß sie Roonstraße. |      |
| Elsternstraße            | 450                                   | Elstern, Vogelgattung                                                                                                |                     | Es handelt sich um eine Themengruppe, einige Straßen in der Umgebung sind nach Vogelgattungen benannt. Die Elsternstraße führt von der Königshardter Straße zur Falkestraße. |      |
| Eupenstraße              | 260                                   | Eupen, Stadt in Belgien                                                                                              |                     | Eupen und Malmedy sind zwei Städte in Ostbelgien, die bis 1918 zu Deutschland gehörten. Sie liegen im Hohen Venn. Der Bezug zu diesen Städten ist durch die Bezeichnung für das umliegende Gebiet hergestellt: Eupen- und Malmedystraße liegen im „Großen Venn“ am Kleekamp. Die Eupenstraße verbindet Kirchhellener- und Malmedystraße. |      |
| Everslohstraße           | 1050                                  | „Eversloh“, Waldstück an Haferäckern                                                                                 |                     | „Eversloh“ ist der Name eines Waldes an der Abelheide. Sein Name leitet sich entweder von einem Waldstück an Haferäckern (nach Karl Lange) oder vom Kotten Evers ab (nach Alfred + Ulrich Lindemann). Nach diesem Waldstück ist in jedem Fall die Everslohstraße benannt, die im Norden des Stadtteils von der Königshardter Straße zur Kirchhellener Straße führt. Das östliche Teilstück zwischen Kirchhellener Straße und Revierstraße hieß lange Zeit im Volksmund Russenweg. |      |
| Falkestraße              | 800                                   | Falken, Vogelgattung                                                                                                 |                     | Es handelt sich um eine Themengruppe, einige Straßen in der Umgebung sind nach Vogelgattungen benannt. Die Falkestraße führt bogenförmig von der Königshardter Straße zum Höhenweg. |      |
| Fernewaldstraße          | 350 im Stadtteil                      | „Fernewald“, Waldgebiet                                                                                              |                     | Das Waldgebiet zwischen der Zeche Franz Haniel und der Grafenmühle wird „Fernewald“ genannt, danach trägt diese Straße, die aus Tackenberg kommt und an der Kirchhellener Straße endet, hinter der sie als Hartmannstraße fortgesetzt wird, ihren Namen. Bis 1933 hieß sie Westfälische Straße. |      |
| Frohne Hof               | 110                                   | |                     | Frohne Hof ist eine Neubausiedlung an der Matzenbergstraße, am ehemaligen Standort des Bauernhofs der Familie Frohne. |      |
| Häherstraße              | 270                                   | Häher, Vogelgattung                                                                                                  |                     | Es handelt sich um eine Themengruppe, einige Straßen in der Umgebung sind nach Vogelgattungen benannt. Die Häherstraße bildet einen Bogen innerhalb der Dohlenstraße. |      |
| Hartmannstraße           | 1100                                  | „Hartmann“, Name einer Katstelle                                                                                     | vor 1837            | Schon 1837 wird diese Straße „Hartmannsweg“ genannt. Wahrscheinlich war Hartmann ein Grundbesitzer, durch dessen Felder der Weg, später die Straße, gebaut wurde. „Hartmann“ könnte „der Mann von der Hardt“ bedeuten und sich so direkt auf Königshardt beziehen. Von 1865 bis 1912 ist belegt, dass der Hartmannshof von dem Niederrheiner Martin Lutz und seinem Sohn Theodor bewohnt wurde. Die Hartmannstraße durchquert den Stadtteil Königshardt und ist seine Hauptstraße, sie beginnt am Theodor-Spiering-Platz als Verlängerung des Höhenwegs und wird südlich der Kirchhellener Straße als Fernewaldstraße fortgesetzt. Hier befindet sich die Hartmannschule von 1907 und die katholische Kirche St. Barbara im Ortszentrum, die 1973 errichtet wurde. |      |
| Hohe Straße              | 600                                   | führt über die höchste Stelle der Königshardt                                                                        |                     | Die Hohe Straße führt von der Königshardter Straße zur Hartmannstraße über die höchste Stelle des Stadtteils und heißt daher so. |      |
| Höhenweg                 | 800 im Stadtteil                      | Weg auf der Höhe der Rheinhauptterrasse                                                                              | 1937                | Der Höhenweg verläuft als Verbindung vom Hirschkamp in Walsumermark bis Königshardt auf der Höhe der Rheinhauptterrasse und bildet die Wasserscheide zwischen Emscher und Rotbach. Daher hieß er von alters her Hohe Straße, seit 1917 im Königshardter Teil Moltkestraße, seit 1937 Höhenweg. Der Höhenweg endet am Theodor-Spiering-Platz und wird dahinter als Hartmannstraße fortgesetzt. |      |
| Hoher Ring               | 360 (alle Straßenabschnitte zusammen) | Ringstraße hinter der Hohen Straße                                                                                   |                     | Der Hohe Ring zweigt von der Hohen Straße ab und ist daher in Bezug zu ihr benannt. Er führt zur katholischen Kirche St. Barbara. |      |
| Hütterhardt              | 80                                    | „Höhe mit Schutzhütten“ (für Hirten)                                                                                 |                     | „Hütterhardt“ ist eine alte Gemarkungsbezeichnung zwischen Falkestraße und Matzenbergstraße und meint eine Anhöhe mit Schutzorten für Weidehirten. Die Straße Hütterhardt bildet eine Stichstraße zur Krähenstraße. |      |
| Im Handbachtal           | 320 (alle Straßenabschnitte zusammen) | Tal des Handbachs |                     | Im Handbachtal liegt oberhalb des Quellgebietes des Handbachs, der in den Emscherkanal fließt. Die Straße bildet eine Stichstraße zum Buchenweg in Walsumermark und wird manchmal auch zu diesem Stadtteil gerechnet. |      |
| Johannes-Roll-Weg        | 120                                   | Johannes Roll, einer der ersten Lehrer der Königshardt                                                               | 9. Mai 2010         | Johannes Roll war ein Handwerker, der mit anderen Kolonisten wie Butterfaß und Bungert im Winterhalbjahr die Kinder der ersten Königshardter Siedler unterrichtete. Der Johannes-Roll-Weg bildet eine Stichstraße zur Königshardter Straße im nördlichen Gebiet des Stadtteils, auf dem ehemaligen Gelände der Königshardter Grundschule. |      |
| Kirchhellener Straße     | 1400 im Stadtteil                     | Kirchhellen, Stadtbezirk von Bottrop                                                                                 |                     | Die Kirchhellener Straße führt nach Kirchhellen und ist daher nach diesem Bottroper Stadtteil benannt. Früher war er Teil des Postwegs in Münsterland, weshalb die Fortsetzung der Straße in Sterkrade auch „Postweg“ heißt. Die Kirchhellener Straße kommt aus Alsfeld, durchquert Königshardt und wird in Bottrop-Kirchhellen als „Alter Postweg“ fortgeführt. An der Kreuzung zur Fernewaldstraße befindet sich die Senioreneinrichtung Haus Gottesdank. |      |
| Kleekampstraße           | 600 im Stadtteil                      | „Kleewiese“ |                     | Das „Große Venn“, wie das Gebiet rund um die Kleekampstraße früher genannt wurde, war ein Feuchtgebiet, in dem viel Klee als Viehfutter angebaut wurde. Darauf deutet der Name „Kleekampstraße“ und der Name der Siedlung Kleekamp an dieser Straße hin. Die Kleekampstraße führt von der Malmedystraße in einem bogenförmig nach Tackenberg. Mit der Birkhahnstraße bildet sie die Siedlung Kleekamp. Früher stand hier der Schacht „Franz Haniel“ der Anlage Prosper-Haniel. |      |
| Kleiberweg               | 110                                   | Kleiber, Vogelgattung                                                                                                |                     | Es handelt sich um eine Themengruppe, einige Straßen in der Umgebung sind nach Vogelgattungen benannt. Der Kleiberweg bildet eine Stichstraße zur Hohen Straße. |      |
| Königshardter Straße     | 1900                                  | nach Königshardt selbst benannt                                                                                      | 1929                | Die Königshardter Straße führt aus Alsfeld nach Königshardt und durchquert den Stadtteil, daher ist sie nach diesem benannt. Sie endet an der Pfalzgrafenstraße. 1852 hieß sie Kellenbergstraße. Später hieß sie zwischen Ebersbachstraße und Höhenweg zusammen mit der Ebersbachstraße Roonstraße. Zwischen Pfalzgrafen- und Ebersbachstraße hieß sie Eckstraße. 1929 wurden alle Straßenteile zusammen „Königshardter Straße“ genannt. Am südlichen Teil der Straße liegt der städtische Nordfriedhof. |      |
| Krähenstraße             | 300                                   | Krähen, Vogelgattung                                                                                                 |                     | Es handelt sich um eine Themengruppe, einige Straßen in der Umgebung sind nach Vogelgattungen benannt. Die Krähenstraße verbindet Königshardter- und Hartmannstraße. Hier befindet sich der katholische Friedhof St. Barbara. |      |
| Malmedystraße            | 300                                   | Malmedy, ehemals deutsche Stadt in Belgien                                                                           |                     | Eupen und Malmedy sind zwei Städte in Ostbelgien, die bis 1918 zu Deutschland gehörten. Sie liegen im Hohen Venn. Der Bezug zu diesen Städten ist durch die Bezeichnung für das umliegende Gebiet hergestellt: Eupen- und Malmedystraße liegen im „Großen Venn“ am Kleekamp. Die Malmedystraße führt von der Fernewaldstraße zur Kleekampstraße. |      |
| Matzenbergstraße         | 1400                                  | Matzenberg, Ortsteil von Carlsberg in der Pfalz                                                                      |                     | Der Matzenberg ist ein Berg in der Pfalz, sodass man annimmt, dass die Auswanderer aus der Pfalz, die im 18. Jahrhundert Königshardt gründeten, zur Erinnerung an ihre alte Heimat den Namen auf die Straße oder sogar auch auf die Anhöhe, auf der sie liegt, übertragen haben könnten. Zudem meint „Matzenberg“ einen kleinen Berg, was auf eben jene Anhöhe zutrifft. Die Matzenbergstraße zweigt von der Hohen Straße ab und führt dann parallel zu ihr bis zur Hartmannstraße, dahinter nordwärts bis zur Kirchhellener Straße. |      |
| Nordstraße               | 130                                   | liegt im Norden des Stadtteils                                                                                       |                     | Die Nordstraße bildet eine Stichstraße zum Höhenweg im Norden von Königshardt und trägt daher ihren Namen. |      |
| Oberförster-Hoffmann-Weg | 1600                                  | Hans Hoffmann, 1902–1965, Oberförster in Oberhausen                                                                  |                     | Hans Hoffmann verwaltete von 1951 bis 1965 als Förster den Sterkrader Wald, wohnte im Forsthaus am Handbach und trug viel zur Aufforstung des Waldgebietes bei. Der nach ihm benannte Oberförster-Hoffmann-Weg führt von der Falkestraße am Nordfriedhof vorbei durch den Sterkrader Wald zum Bürgermeistersweg. |      |
| Pfälzer Graben           | 250                                   | „Pfälzer Graben“, ehem. Bachlauf                                                                                     |                     | Der Pfälzer Graben ist nach dem Bachlauf „Pfälzer Graben“ benannt, dessen Name sich auf die ersten Königshardter Siedler, Kolonisten aus der Pfalz, bezieht. Die Straße verläuft nahe dem Pfälzer Graben als Stichstraße zur Dohlenstraße. Hier befinden sich Vereinsheim und Sportplatz der „Sportsfreunde Königshardt 1930“. |      |
| Pfälzer Straße           | 700                                   | Pfälzer, erste Siedler der Königshardt                                                                               |                     | Die Pfälzer Straße ist nach den ersten Siedlern der Königshardt benannt, die 1776 die Pfalz verließen und auf Veranlassung des Königs Friedrich II. von Preußen die Kolonie „Königshardt“ gründeten. Die Pfälzer Straße führt von der Dohlenstraße zur Kirchhellener Straße. |      |
| Pfalzgrafenstraße        | 2000                                  | Pfalzgrafen, adlige Herrscher                                                                                        | 1934                | Die Pfalzgrafenstraße ist nach den Herrschern der Rheinpfalz benannt, aus der die ersten Bewohner der Königshardt und der Walsumermark geflohen sind. Die Pfalzgrafenstraße bildet die Grenze zwischen Königshardt und Walsumermark, sie führt vom Höhenweg als Fortsetzung des Buchenwegs bis hinter die Königshardter Straße in den Hiesfelder Wald. Bis 1934 hieß sie zwischen Höhenweg und Königshardter Straße Hardtstraße, im weiteren Verlauf Grenzstraße. |      |
| Revierstraße             | 1000                                  | Grenze des Reviers der Königshardter Siedler                                                                         |                     | Die Revierstraße bildet die Grenze des Jagdbezirkes, also des Reviers, der Königshardter. Sie führt von der Matzenbergstraße nordwärts bis hinter die Everslohstraße. |      |
| Schwalbenweg             | 200 ohne Stichstraßen: 140            | Schwalben, Vogelgattung                                                                                              |                     | Es handelt sich um eine Themengruppe, einige Straßen in der Umgebung sind nach Vogelgattungen benannt. Der Schwalbenweg bildet eine Stichstraße zur Hohen Straße nahe der katholischen Kirche St. Barbara. |      |
| Sterkrader Venn          | 800 (alle Straßenabschnitte zusammen) | „Sterkrader Venn“, Flurname                                                                                          | 12. März 2015       | Die Straße liegt ringförmig an der Kirchhellener Straße und erschließt das Bebauungsgebiet „Sterkrader Venn“. |      |
| Storchenring             | 450 ohne Stichstraßen: 400            | Störche, Vogelgattung                                                                                                |                     | Es handelt sich um eine Themengruppe, einige Straßen in der Umgebung sind nach Vogelgattungen benannt. Der Storchenring bildet eine Stichstraße zur Pfälzer Straße. |      |
| Theodor-Spiering-Platz   | 50 × 50                               | Theodor Spiering, 1900–1989, Politiker, Mitbegründer und Vorsitzender der Königshardter Interessengemeinschaft (KIG) |                     | Der Theodor-Spiering-Platz liegt in der Mitte des Ortsteils an der Kreuzung Höhenweg/Hartmannstraße/Königshardter Straße und ist nach dem Mitbegründer und langjährigen Vorsitzenden der KIG, Theodor Spiering, benannt. |      |
| Zweibrückener Straße     | 160                                   | Pfalz-Zweibrücken, Herkunft der ersten Königshardter Siedler                                                         |                     | Die Zweibrückener Straße deutet auf die Herkunft der ersten Königshardter Siedler hin, die Kolonisten aus der Pfalz waren, und bildet eine Stichstraße zum Höhenweg im Norden des Stadtteils. |      |

## Liste nicht mehr vorhandener Straßen in Königshardt
Die Liste nicht mehr vorhandener Straßen führt einige, in der Übersicht erwähnte, vormalige oder gelöschte Straßennamen auf. Sie erhebt keinen Anspruch auf Vollständigkeit.
| Name                | von     | bis  | umbenannt in (aktuell)                       | Herleitung | Bemerkungen |
| ------------------- | ------- | ---- | -------------------------------------------- | --- | --- |
| Eckstraße           |         | 1929 | → Königshardter Straße                       | | Die Eckstraße war der Teil der Königshardter Straße zwischen heutigem Höhenweg und heutiger Ebersbachstraße. 1929 wurden Königshardter Straße, Eckstraße und der Norden der Roonstraße zusammengefasst. |
| Grenzstraße         |         | 1934 | → Pfalzgrafenstraße                          | | Die Grenzstraße war der Teil der Pfalzgrafenstraße östlich der heutigen Königshardter Straße. Sie wurde 1934 mit der Hardtstraße zur Pfalzgrafenstraße zusammengefasst. |
| Hardtstraße         |         | 1934 | → Pfalzgrafenstraße                          | | Die Hardtstraße war der Teil der Pfalzgrafenstraße zwischen heutigem Höhenweg und heutiger Königshardter Straße. Sie wurde 1934 mit der Grenzstraße zur Pfalzgrafenstraße zusammengefasst. |
| Hohe Straße         |         | 1917 | → Höhenweg                                   | siehe → Höhenweg | Nach 1917 hieß die Straße zunächst Moltkestraße. |
| Kellenbergstraße    | um 1852 |      | → Königshardter Straße                       | | |
| Moltkestraße        | 1917    | 1937 | → Höhenweg                                   | Helmuth Karl Bernhard von Moltke, 1800–1891, preußischer Generalfeldmarschall | Zuvor hieß die Straße Hohe Straße. |
| Roonstraße          |         | 1929 | → Ebersbachstraße und → Königshardter Straße | Albrecht von Roon, 1803–1879, preußischer General | Die Roonstraße umfasste das Stück der Königshardter Straße zwischen Pfalzgrafen- und Ebersbachstraße sowie die gesamte heutige Ebersbachstraße. 1929 wurde der westliche Teil mit der Eckstraße und der südlichen Königshardter Straße zusammengefasst und der östliche Teil wurde Ebersbachstraße genannt. |
| Russenweg           |         |      | → Everslohstraße                             | Die Bezeichnung Russenweg war im Volksmund verbreitet, da russische Kriegsgefangene im Ersten Weltkrieg diese Straße errichtet hatten. Sie hatte aber nie offizielle Bestätigung. | |
| Westfälische Straße |         | 1933 | → Fernewaldstraße                            | führte nach Osterfeld/Bottrop, damit nach Westfalen | |